# Javacarus reticulatus
Javacarus reticulatus är en kvalsterart som beskrevs av Sengbusch 1982. Javacarus reticulatus ingår i släktet Javacarus och familjen Lohmanniidae. Inga underarter finns listade i Catalogue of Life.